# Messier 7
Messier 7 (auch als NGC 6475 bezeichnet) ist ein +3,3 mag heller offener Sternhaufen im Ostteil des Skorpion nördlich von Lesath mit einer Ausdehnung von 80'.
Der Haufen befindet sich etwa 800 Lichtjahre entfernt in Richtung des galaktischen Zentrums. Er besteht aus rund 100 Sternen und hat einen Durchmesser von etwa 25 Lichtjahren. Sein Alter wird auf 200 Millionen Jahre geschätzt.
Im Jahr 130 erwähnte der Mathematiker und Astronomen Claudius Ptolemäus diesen Sternhaufen als erster, deswegen wird er auch Ptolemaeus' Sternhaufen genannt. Nach den Plejaden (Messier 45) und der Praesepe (Messier 44) ist M 7 der dritthellste Sternhaufen am von Mitteleuropa aus sichtbaren Himmel. Er ist in Mitteleuropa allerdings nur schwer zu beobachten, da er beispielsweise für 50° nördliche Breite maximal 5,2° über dem Horizont stehen kann. In südlichen Breiten ist er jedoch ein auffälliges Objekt. M7 ist das südlichste Objekt im Messier-Katalog.